# Erich Hansmann
Erich Hansmann (* 11. August 1920 in Rühle, heute Ortsteil von Bodenwerder; † 23. August 1989 in Holzminden) war ein deutscher Politiker (SPD) und Abgeordneter des Niedersächsischen Landtages.

## Leben
Hansmann machte in Hameln eine Ausbildung zum Bauschlosser. Ab September 1939 war er zum Wehrdienst eingezogen und nahm als Pionier am Krieg teil. Als Kompanieführer geriet er in englische Kriegsgefangenschaft. Er war verheiratet und hatte drei Kinder. Hansmann verstarb am 23. August 1989 in Holzminden. 

## Politik
Hansmann war nach der Rückkehr aus der Kriegsgefangenschaft ab April 1946 Bürgermeister und Gemeindedirektor der Gemeinde Rühle. Ab 1952 war er Mitglied des Kreistages des Landkreises Holzminden. Er war Mitglied des Niedersächsischen Landtages der 4. und 5. Wahlperiode vom 6. Mai 1959 bis 2. März 1965. Wichtigstes Amt war als Vorsitzender des Ausschusses für Jugend und Sport vom 26. Juni 1963 bis 4. Februar 1965. 

## Quelle
- Barbara Simon: Abgeordnete in Niedersachsen 1946–1994. Biographisches Handbuch. Hrsg. vom Präsidenten des Niedersächsischen Landtages. Niedersächsischer Landtag, Hannover 1996, S. 139.

| Personendaten    | Personendaten                  |
| ---------------- | ------------------------------ |
| NAME             | Hansmann, Erich                |
| KURZBESCHREIBUNG | deutscher Politiker (SPD), MdL |
| GEBURTSDATUM     | 11. August 1920                |
| GEBURTSORT       | Rühle                          |
| STERBEDATUM      | 23. August 1989                |
| STERBEORT        | Holzminden                     |